# Пърси Уотсън
Ник Макнийл (роден на 19 август 1981 г.) е американски професионален кечист и бивш професионален футболист. Той работи в Световната федерация по кеч (WWE) под името Пърси Уотсън.
- Интро песни
- Headin' Right Back By M.A.X Payne (NXT) (22 октомври 2011-момента)

### Завършващи Движения
- Percycution (Fireman's Carry Flapjack)
- Showtime Splash (Standing 180° Turning Splash)
- Float-Over DDT
- Arm Drag
- Enzuigiri
- Facebreaker Knee Smash
- European Uppercut
- Flying Forearm Smash
- Hip Toss Neckbreaker
- Inverted Atomic Drop
- Jawbreaker
- Leaping Back Elbow
- Leaping Clothesline
- Leaping Shoulder Block
- Leg Drop
- Leg Lariant
- Belly To Back Suplex
- Double Underhook Suplex
- Overhead Belly To Belly Suplex
- Northern Lights Suplex
- Sidewalk Slam
- Sliding Clothesline
- Stinger Splash
- Dropkick

#### Титли и отличия
- Про Kеч (Pro Wrestling Illustrated)
  - PWI го класира #238 от 500-те най-добри кечисти в PWI 500 през 2010 г.